# یواس‌اس اس-۱۵ (اس‌اس-۱۲۰)
یواس‌اس اس-۱۵ (اس‌اس-۱۲۰) (به انگلیسی: USS S-15 (SS-120)) یک زیردریایی بود که طول آن ۲۳۱ فوت (۷۰ متر) بود. این زیردریایی در سال ۱۹۲۰ ساخته شد.